# Леон, Антонио де
Антонио де Леон (исп.: Antonio de León; 3-4 июня 1794, Сантьяго Хуахолотитлан, Новая испания, Испанская империя — 8 сентября 1847, Мехико, Централистская Республика Мексика) — мексиканский генерал, первый губернатор штата Оахака, участник многих военных конфликтов. Командовал Национальной гвардией Оахаки во времена Американо-мексиканской войны. Погиб в ходе битвы при Молино-дель-Рей.

## Биография
Антонио родился и вырос в городе Хуахупан (Оахака), 3-4 июня 1794 года, его отцом был Мануэль Леон, матерью Мария де ла Лус Лойола. Его семья была знатного сословия.

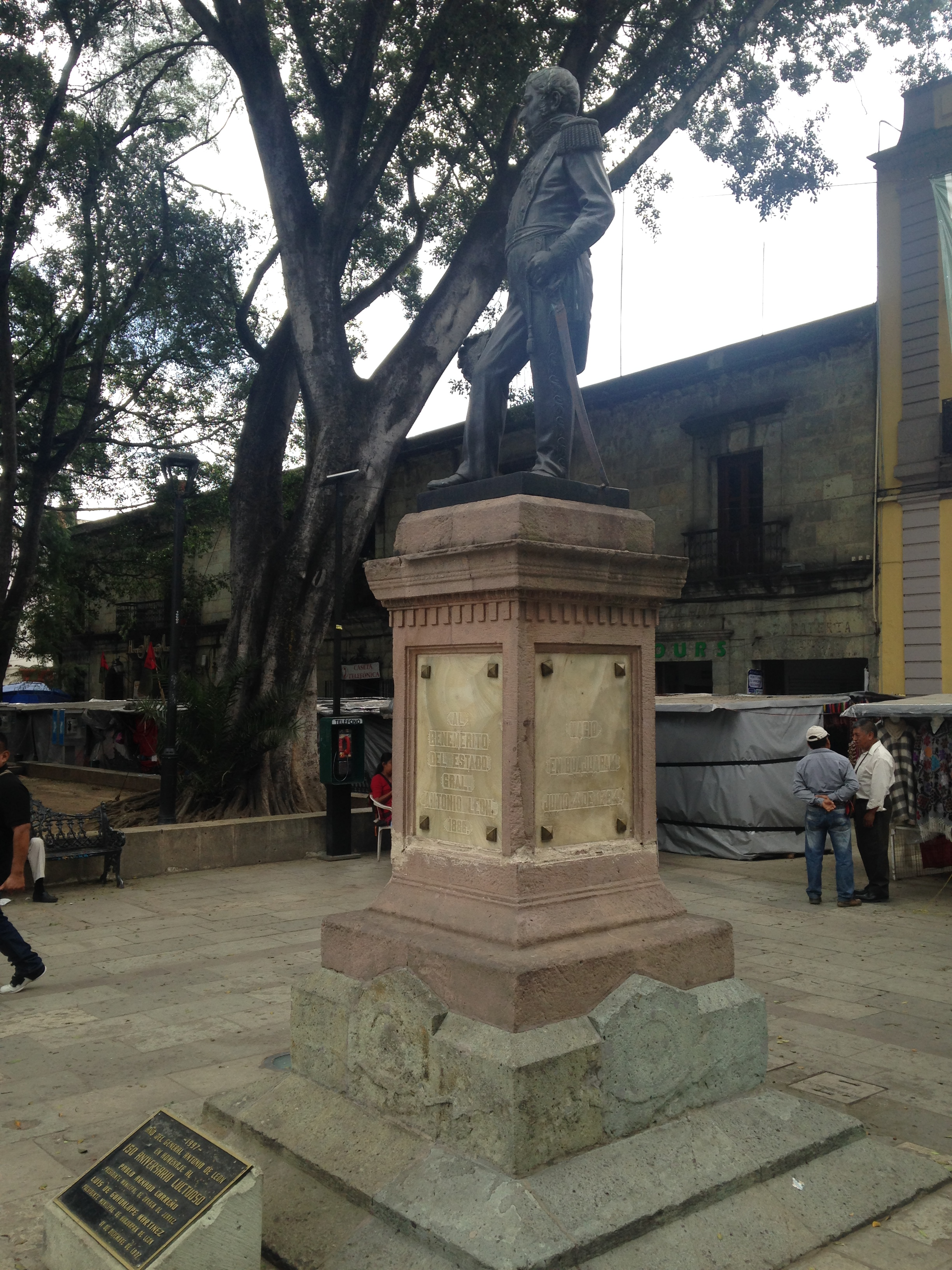
Статуя Антонио де Леона в Оахаке.

### Война за независимость Мексики
В мае 1811 года Антонио стал прапорщиком, во время войны за независимость Мексики сражался изначально на стороне Испании, дослужился до звания капитана в 1817 году. После провозглашения Конституции Мексики и Игуальского плана Итурбиде, Антонио перешёл на сторону повстанцев в марте 1821 года.
Он занимал пост первого мэра Уахуапана-де-Леона в 1820 году, до момента когда его сменил брат — Мануэль де Леон. Агустин де Итурбиде наградил его, назначив командующим Армией Трех гарантий. Он участвовал в освобождений своего родного города, принял участие в осаде форта Янхуитлан, участвовал в битве при Теуантепеке. победил испанцев при Тистле. Фактически полностью подчинил Оахаку Мексике. 7 августа ему присвоили звание подполковника, параллельно он выдвинулся помочь в осаде Веракруса и Пуэблы. После провозглашения независимости Мексики в октябре 1821 года ему дали приказ завоевать побережье Оахаки которое сохраняла верность Испанской империи, после успешного выполнения приказа он получил звание полковника.

### После войны за независимость
Когда Итурбиде провозгласил Империю и распустил Конгресс он вместе с генералом Браво и генералом Герреро провозгласил Республику в Уахуапаме, вместе с Николасом Браво взял под контроль Оахаку, поддержав государственный переворот 1 июня 1823 года и помог установить Первую Мексиканскую Республику. После войны он был назначен военным губернатором Оахаки, и в 1824 году стал членом Учредительного Конгресса от Оахаки. В 1827 году он вышел в отставку по состоянию здоровья, но в 1830 году вынужден был вернуться для борьбы с группировками бандитов. В промежутке между 1834 и 1837 годом его 3 раза назначали военным комендантам для подавления беспорядков.
В 1838 во время Французской интервенции в Мексику был назначен заместителем командующего Центральной армией.
В 1842 году в ходе Аннексии Чьяпаса добился вхождения округа Соконуско в состав Мексики.
Несмотря на своё желание уволиться с должности военного губернатора он вынужден был остаться в должности до августа 1846 года.
Во время Американского вторжения в Мексику его войска охраняли позиции в Веракрусе и Сан-Хуан-де-Улуа.
Когда началась Американо-Мексиканская война Антонио собрал войска Национальной гвардии из штата Оахака, и отправился на помощь к генералу Санто-Анне, его бригада вошла в состав его армии и участвовала в Сражение при Контрерассе 19 августа. Во время Сражения при Молино-дель-Рей был убит на поле боя. по рассказам очевидцев последними его словами были: «Сделайте невозможное для нашей родины, чтобы она знала, как вознаградить вас за ваши услуги (исп. Haga lo imposible por nuestra patria, que ella sabrá recompensar sus servicios.»).

## Наследие
На родине Антонио почитают как героя и борца за независимость, ему поставлен памятник в Оахаке, его часто упоминают на памятных плитах. В честь Антонио названы два города в Мексике: Уахуахуапан-де-Леон и Моро-Леон.